# Boarmia grosica
Boarmia grosica är en fjärilsart som beskrevs av William Schaus 1901. Boarmia grosica ingår i släktet Boarmia och familjen mätare. Inga underarter finns listade i Catalogue of Life.